# Tepozuapan
Tepozuapan är en ort i Mexiko.   Den ligger i kommunen Ixhuatlán de Madero och delstaten Veracruz, i den sydöstra delen av landet, 180 km nordost om huvudstaden Mexico City. Tepozuapan ligger 193 meter över havet och antalet invånare är 199.
Terrängen runt Tepozuapan är kuperad åt sydväst, men åt nordost är den platt. Runt Tepozuapan är det ganska tätbefolkat, med 96 invånare per kvadratkilometer. Närmaste större samhälle är La Ceiba, 11,1 km nordost om Tepozuapan. Omgivningarna runt Tepozuapan är en mosaik av jordbruksmark och naturlig växtlighet.